# Leuchtturm Bengtskär
Der Leuchtturm Bengtskär ist mit einer Turmhöhe von 46 m der höchste Leuchtturm Finnlands und Skandinaviens bei einer Feuerhöhe von 51 m.

## Geografie und Technik
Der Leuchtturm Bengtskär liegt auf der ansonsten unbewohnten südfinnischen Insel Bengtskär in der Ostsee am Eingang zum Finnischen Meerbusen in der Gemeinde Kimitoön, 25 km südwestlich von Hanko. Für den Turm wurde in Paris 1906 eine spezielle Petroleumlampe hergestellt, die drei Mal alle 20 Sekunden leuchtete und auf 20 Seemeilen sichtbar war.

## Geschichte
Der finnische Architekt Florentin Granholm (1836–1922) stellte bereits 1900 zur Weltausstellung in Paris seinen Entwurf für einen Leuchtturm vor, aber erst der Untergang des Dampfschiffes Helsingfors am 1. Januar 1905 bewog die damalige Regierung die Mittel für den Bau freizugeben. Im darauf folgenden Jahr wurde das Bauwerk errichtet und am 19. Dezember 1906 wurde der Leuchtturm in Betrieb genommen.

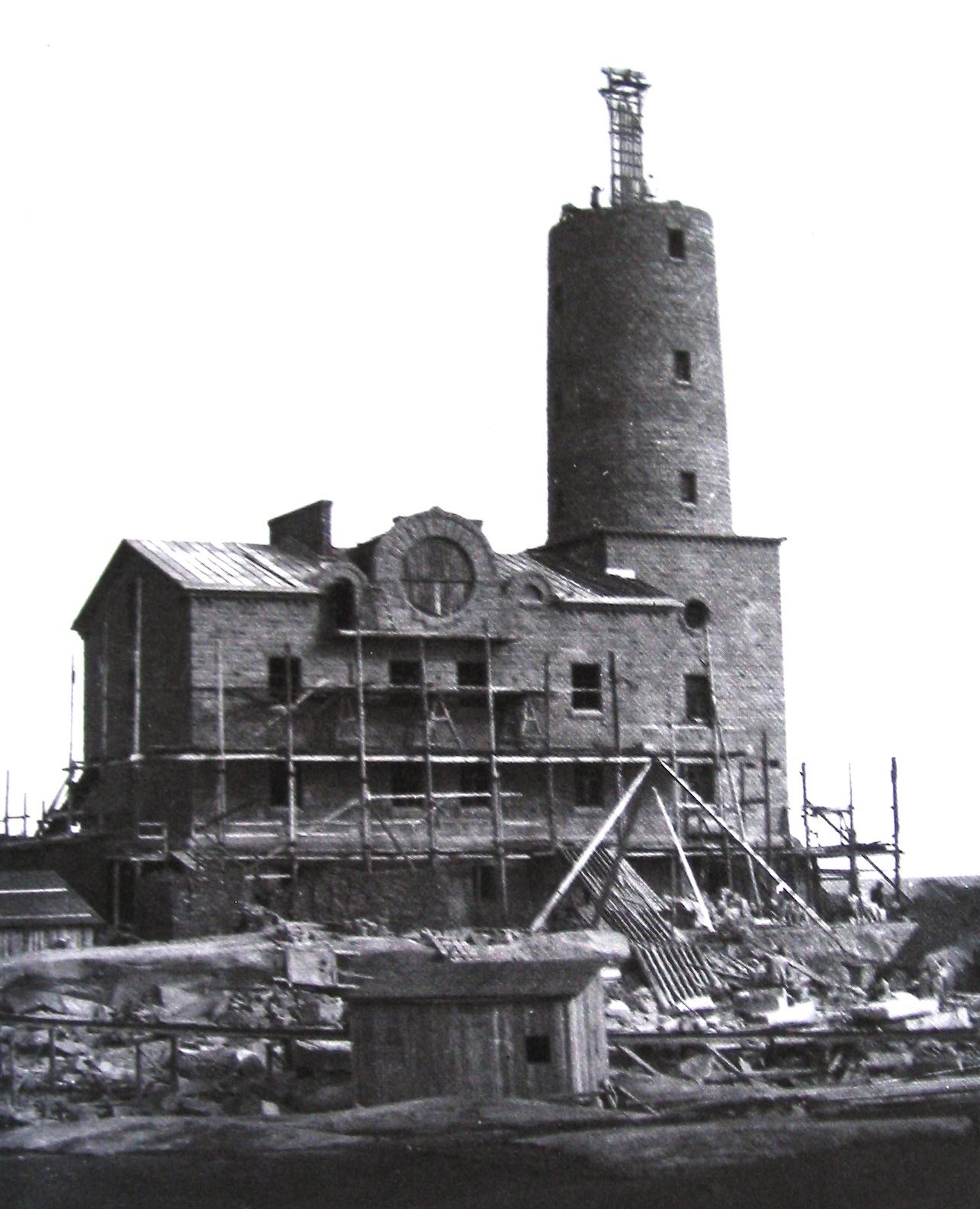
Bau des Leuchtturms im Jahr 1906

Aufgrund seiner strategisch wichtigen Lage am Eingang zum Finnischen Meerbusen war der Leuchtturm mehrfach Ziel militärischer Aktionen.
Nach dem Beginn des Ersten Weltkrieges wurde der Leuchtturm außer Betrieb genommen und die Leuchtturmwärter und deren auf der Insel lebenden Familien evakuiert. Kurz darauf beschossen die beiden deutschen Kreuzer Magdeburg und Augsburg den Leuchtturm, wobei dieser aber nicht zerstört wurde.
Da der Golf von Finnland sehr stark vermint war, wurde der Leuchtturm erst 1919 wieder in Betrieb genommen, als die Gewässer wieder für die Seefahrt freigegeben worden waren.
Am 13. März 1940 wurde mit der Unterzeichnung des Friedensvertrages von Moskau der Winterkrieg beendet, doch schon Ende Juni 1941 eskalierte der Konflikt zwischen Finnland und der Sowjetunion wieder so weit, dass es zum Fortsetzungskrieg kam. Am 26. Juli 1941 sollte der Leuchtturm durch angelandete sowjetische Truppen zerstört werden. Dieser Angriff konnte zwar abgewehrt werden, jedoch wurde das Gebäude am Turm am 27. Juli durch eine sowjetische Fliegerbombe stark beschädigt. Erst 1950 wurde der Leuchtturm wieder in Betrieb genommen.
Im Jahr 1968 wurde der Betrieb des Leuchtfeuers automatisiert. Bis Mitte der achtziger Jahre wurde der Leuchtturm durch Vandalen immer mehr beschädigt und verfiel zusehends. Die finnischen Behörden wollten nicht nur den weiteren Verfall der Anlage verhindern, sondern sicherstellen, dass die Schäden repariert werden und dass er zukünftig sinnvoll genutzt wird. Letztlich wurde die Verantwortung dafür dem Center of Extension Studies der Universität Turku übertragen. Die umfangreichen Renovierungsarbeiten wurden 1995 abgeschlossen und der Turm am 18. August 1995 zum Jubiläum des fünfundsiebzigjährigen Bestehens der Universität Turku der Nutzung durch die Öffentlichkeit übergeben.

## Tourismus

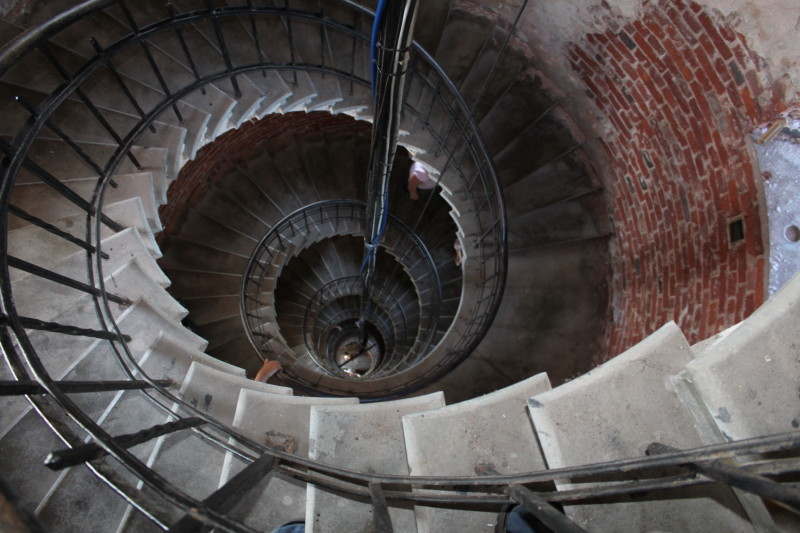
Die Wendeltreppe zur Turmspitze

Seit 1995 wird der Leuchtturm als Familienpension betrieben. Neben Übernachtungsmöglichkeiten gibt es in den Räumlichkeiten ein Restaurant mit Café, einen Postdienst und für Übernachtungsgäste eine kostenlose Finnische Sauna. Des Weiteren gibt es im Gebäudekomplex einen Konferenzraum, einen Souvenirladen und im Untergeschoss, neben wechselnden maritimen Ausstellungsstücken in der Lecture Hall, Finnlands erstes Lighthouse Museum sowie eine Dauerausstellung zur Schlacht um Bengtskär; außerdem gibt es im Erdgeschoss des Gebäudes eine Kapelle. Der Leuchtturm, dessen Spitze über eine 252-stufige Wendeltreppe öffentlich begehbar ist, wird jährlich von etwa 10.000 Touristen besucht, darunter mehr als 1000 Übernachtungsgästen.